# Lista de prefeitos de Araucária
Esta é uma lista de prefeitos do município de Araucária, na região metropolitana de Curitiba.
Nela estão todos os cidadãos que ocuparam o cargo mais alto da política araucariense. A prefeitura existe desde a fundação da cidade em 1890, com o mandatário sendo nomeado ou eleito. O primeiro prefeito foi o Major Sezino Pereira de Souza, que foi indicado pelo governador José Marques Guimarães após a cidade deixar o posto de freguesia. Em 1892, ocorreram as primeiras eleições e o Capitão Manoel Gonçalves Ferreira foi o primeiro prefeito eleito.
Desde 1947, os prefeitos são escolhidos por eleições diretas. Atualmente, o prefeito de Araucária é Gustavo Botogoski.  Nascido em Telêmaco Borba, Gustavo é advogado, e engenheiro agronômo. Foi eleito 2024, com 27.892 votos, representando 37,74% dos votos válidos.
O cargo de prefeito no Brasil, foi criado em 11 de abril de 1835, pela assembleia provincial paulista, em reação aos amplos poderes conferidos pelo Código de Processo Criminal de 1832 às câmaras municipais. Seguiram o exemplo paulista seis províncias do nordeste brasileiro (Alagoas, Ceará, Maranhão, Paraíba, Pernambuco e Sergipe).
Sob a vigente ordem constitucional, essa designação é dada ao funcionário público do Poder Executivo municipal, que exerce seu cargo em função de uma legislatura (mandato), sendo para tanto eleito a cada quatro anos, podendo ser reeleito por mais 4 anos (segundo mandato).
Funções
O poder executivo municipal chefia a administração e comanda os serviços públicos, tendo como comandante o prefeito.
A partir da constituição brasileira de 1934, o cargo de prefeito passou a ser o único, em todo o Brasil, ao qual estão atribuídas as funções de chefe do poder executivo do governo local, em simetria aos chefes dos executivos da União e do estado, portanto, em forma monocrática. Este texto quer dizer que deverá haver harmonia e integração de ação entre as esferas envolvidas sem a intervenção de uma na outra, exceto nos casos previstos na Constituição Federal.
Eleições
O prefeito é eleito por sufrágio universal, secreto, direto, em pleito simultâneo em todo o País, realizado a cada quatro anos, no primeiro domingo de outubro.
E trinta dias após tem lugar o segundo turno, se o eleito em primeiro lugar não atingir 50% dos votos válidos mais um voto, no caso de municípios com mais de duzentos mil eleitores.
Conforme a legislação eleitoral atual no Brasil para tornar-se elegível, exige-se uma série de requisitos;
- Possuir nacionalidade brasileira ou portuguesa (neste caso, o cidadão português deve se encontrar amparado pelo Estatuto de Igualdade entre Portugueses e Brasileiros),
- Título de eleitor em dia e estar em gozo pleno do exercício dos direitos políticos,
- Domicilio eleitoral na circunscrição na qual o candidato se apresenta,
- Filiação partidária,
- Ser alfabetizado (tópico invalidado pela atual constituição brasileira de 1988),
- Desincompatibilização de cargo público — Se ocupa um cargo público deve sair seis meses antes das eleições e voltar caso possa só após seis meses ao pleito eleitoral,
- Renúncia de outro mandado até seis meses antes do pleito e não ser parente afim ou consangüíneo, até segundo grau, ou cônjuge de titular de cargo eletivo; pode, entretanto, ser candidato à reeleição (artigo 14 da Constituição),
- Ter idade mínima de 21 anos.

## Lista de prefeitos
As fotos são originárias da relação oficial da Prefeitura de Araucária e informações adicionais foram obtidas no Acervo Histórico Archelau de Almeida Torres.
| nº | Nome                                 | Imagem               | Vice-prefeito                                                                     | Início do mandato       | Fim do mandato                                  | Observações                                                             |
| -- | ------------------------------------ | -------------------- | --------------------------------------------------------------------------------- | ----------------------- | ----------------------------------------------- | ----------------------------------------------------------------------- |
| 1  | Major Sezino Pereira de Souza        |                      | Capitão Veríssimo de Souza Marques; Antônio Arlindo Pereira; Padre Francisco Soja | 11 de fevereiro de 1890 | 24 de julho de 1890                             | Prefeito nomeado, primeiro prefeito da história.                        |
| 2  | Antônio Arlindo Pereira              |                      | Padre Francisco Soja; Major Sezino                                                | 25 de julho de 1890     | 7 de novembro de 1891                           | Prefeito nomeado.                                                       |
| 3  | Padre Francisco José Soja            |                      | Antônio Arlindo Pereira                                                           | 8 de novembro de 1891   | 30 de dezembro de 1891                          | Prefeito nomeado.                                                       |
| 4  | Antônio Arlindo Pereira              |                      | Manoel Gonçalves Pereira                                                          | 30 de dezembro de 1891  | 24 de setembro de 1892                          | Prefeito nomeado.                                                       |
| 5  | Capitão Manoel Gonçalves Ferreira    |                      |                                                                                   | 25 de setembro de 1892  | 4 de fevereiro de 1894                          | Prefeito eleito (primeiro eleito).                                      |
| 6  | Major Joaquim Gonçalves Palhano      |                      |                                                                                   | 5 de fevereiro de 1894  | 11 de maio de 1894                              | Prefeito nomeado.                                                       |
| 7  | Capitão Manoel Gonçalves Ferreira    |                      |                                                                                   | 12 de maio de 1894      | 21 de julho de 1900                             | Informações não encontradas.                                            |
| 8  | Eduardo dos Santos Muller            |                      |                                                                                   | 22 de julho de 1904     | 28 de março de 1905                             | Prefeito eleito (2 mandatos conscecutivos).                             |
| 9  | Capitão Theolindo Gonçalves Ferreira |                      |                                                                                   | 29 de março de 1905     | 5 de maio de 1905                               | Prefeito nomeado.                                                       |
| 10 | Eduardo dos Santos Muller            |                      |                                                                                   | 6 de maio de 1905       | 1 de julho de 1908                              | Prefeito nomeado.                                                       |
| 11 | Capitão Theolindo Gonçalves Ferreira |                      |                                                                                   | 2 de julho de 1908      | 20 de julho de 1908                             | Prefeito nomeado.                                                       |
| 12 | Major Sezino Pereira de Souza        |                      |                                                                                   | 21 de julho de 1908     | 20 de setembro de 1924                          | Prefeito eleito (4 mandatos conscecutivos).                             |
| 13 | Miguel Bertolino Pizatto             |                      |                                                                                   | 21 de setembro de 1924  | 8 de outubro de 1930                            | Prefeito eleito (2 mandatos consecutivos). Mandato cassado.             |
| 14 | João Leite Furtado                   |                      |                                                                                   | 9 de outubro de 1930    | 17 de abril de 1932                             | Prefeito nomeado.                                                       |
| 15 | Felizardo José De Aquino             |                      |                                                                                   | 18 de abril de 1932     | 11 de outubro de 1934                           | Prefeito nomeado.                                                       |
| 16 | Odorico Franco Ferreira (PSD)        |                      |                                                                                   | 12 de outubro de 1934   | 5 de fevereiro de 1941                          | Prefeito nomeado em 1934 e eleito em 1935.                              |
| 17 | Rubens Doria de Oliveira             |                      |                                                                                   | 6 de fevereiro de 1941  | 12 de novembro de 1945                          | Prefeito nomeado.                                                       |
| 18 | Francisco Trauczynski                |                      |                                                                                   | 13 de novembro de 1945  | 31 de dezembro de 1945                          | Prefeito nomeado.                                                       |
| 19 | Alberto Dalla Bona                   |                      |                                                                                   | 1 de janeiro de 1946    | 25 de novembro de 1946                          | Prefeito nomeado.                                                       |
| 20 | Estanislau Trauczynski Sobrinho      |                      |                                                                                   | 26 de novembro de 1946  | 6 de dezembro de 1947                           | Prefeito nomeado.                                                       |
| 21 | Alderico Zanardine Ozorio (UDN)      |                      |                                                                                   | 1 de fevereiro de 1948  | 31 de janeiro de 1952                           | Prefeito eleito em sufrágio universal                                   |
| 22 | Romualdo Sobocinski (PTB)            |                      |                                                                                   | 1 de fevereiro de 1952  | 31 de janeiro de 1956                           | Prefeito eleito em sufrágio universal                                   |
| 23 | Alderico Zanardine Ozorio (UDN)      |                      |                                                                                   | 1 de fevereiro de 1956  | 31 de janeiro de 1960                           | Prefeito eleito em sufrágio universal                                   |
| 24 | Ignácio Kampa (PTB)                  |                      |                                                                                   | 1 de fevereiro de 1960  | 31 de janeiro de 1964                           | Prefeito eleito em sufrágio universal                                   |
| 25 | Aleixo Grebos (PTB)                  |                      | Anselmo Antônio Negrelle (eleito vice em 1964 pela câmara)                        | 1 de fevereiro de 1964  | 31 de janeiro de 1969                           | Prefeito eleito em sufrágio universal                                   |
| n/ | Anselmo Antônio Negrelle             |                      |                                                                                   | 1969                    | 1969                                            | Vice prefeito como prefeito provisório                                  |
| 26 | Rizio Wachowicz (ARENA)              |                      | Antônio Franceschi (ARENA)                                                        | 1 de fevereiro de 1969  | 31 de janeiro de 1973                           | Prefeito e vice eleitos em sufrágio universal                           |
| 27 | José Tadeu Saliba (ARENA)            |                      | Júlio Grabowski (ARENA)                                                           | 1 de fevereiro de 1973  | 31 de janeiro de 1977                           | Prefeito e vice eleitos em sufrágio universal                           |
| 28 | Rizio Wachowicz (ARENA)              |                      | Antônio de Souza França (ARENA)                                                   | 1 de fevereiro de 1977  | 31 de janeiro de 1983                           | Prefeito e vice eleitos em sufrágio universal                           |
| 29 | Rogério Donato Kampa (PMDB)          |                      | Getúlio Cardoso Montegutte (PMDB)                                                 | 1 de fevereiro de 1983  | 31 de janeiro de 1989                           | Prefeito e vice eleitos em sufrágio universal                           |
| 30 | Albanor José Ferreira Gomes (PMDB)   |                      | Edvino Kampa (PMDB)                                                               | 1 de fevereiro de 1989  | 31 de janeiro de 1993                           | Prefeito e vice eleitos em sufrágio universal                           |
| 31 | Edvino Kampa (PST)                   |                      | Antônio Carlos Torres (PFL)                                                       | 1 de janeiro de 1993    | 31 de dezembro de 1996                          | Prefeito e vice eleitos em sufrágio universal                           |
| 32 | Rizio Wachowicz (PPB)                |                      | Hino Dirlei Falat (PMDB)                                                          | 1 de janeiro de 1997    | 31 de dezembro de 2000                          | Prefeito e vice eleitos em sufrágio universal                           |
| 33 | Albanor José Ferreira Gomes (PSDB)   |                      | Olizandro José Ferreira (PSL)                                                     | 1 de janeiro de 2001    | 31 de dezembro de 2004                          | Prefeito e vice eleitos em sufrágio universal                           |
| 34 | Olizandro José Ferreira (PSDB)       |                      | Clodoaldo Nepomuceno Pinto Jr. (PTN)                                              | 1 de janeiro de 2005    | 31 de dezembro de 2008                          | Prefeito e vice eleitos em sufrágio universal                           |
| 35 | Albanor José Ferreira Gomes (PSDB)   |                      | Isac Fialla (PSDB)                                                                | 1 de janeiro de 2008    | 31 de dezembro de 2012                          | Prefeito e vice eleitos em sufrágio universal                           |
| 36 | Olizandro José Ferreira (PMDB)       |                      | Rui Sérgio Alves de Souza (PT)                                                    | 1 de janeiro de 2013    | 26 de julho de 2016                             | Prefeito e vice eleitos em sufrágio universal.                          |
| 37 | Rui Sérgio Alves de Souza (PTC)      |                      |                                                                                   | 26 de julho de 2016     | 20 de dezembro de 2016                          | Vice que assumiu após a renúncia do titular                             |
| n/ | Wilson Roberto David Mota (PSD)      |                      |                                                                                   | 20 de dezembro de 2016  | 31 de dezembro de 2016                          | Presidente da Câmara de Vereadores que assumiu após a prisão do titular |
| 38 | Hissam Hussein Dehaini (UNIÃO)       |                      | Hilda Lukalski (PSD)                                                              | 1 de janeiro de 2017    | 31 de dezembro de 2020                          | Prefeito e vice eleitos em sufrágio universal                           |
| 38 | Hissam Hussein Dehaini (UNIÃO)       | 1 de janeiro de 2021 | Hilda Lukalski (PSD)                                                              | 31 de dezembro de 2024  | Prefeito e vice reeleitos em sufrágio universal |                                                                         |
| 39 | Gustavo Botogoski (PL)               |                      | Tatiana Assuiti (SD)                                                              | 1 de janeiro de 2025    | a atualidade                                    | Prefeito e vice eleitos em sufrágio universal                           |

## Curiosidades
Os ex-prefeitos vivos são: Rui Sérgio (61 anos), Olizandro (66 anos), Albanor Zezé (80 anos), Edvino Kampa (78 anos), Rogério Kampa (74 anos) e Rizio Wachowicz (89 anos). O último ex-prefeito a falecer foi Wilson Roberto David Mota, morto em 21 de junho de 2021 pela COVID-19.
Rizio Wachowicz foi o prefeito que mais comandou a cidade, tendo governado por 14 anos em 3 mandatos diferentes.
Albanor Zezé foi o candidato que mais disputou eleições, participando de 6 pleitos (1 indireto e 5 diretos).
Olizandro nasceu em uma cidade que leva o nome de um araucariense, que é Major Vieira (SC).
A menor votação de um eleito foi de 26,82%, obtida por Rizio Wachowicz em 1968. Já a maior foi a de 89,40% obtida por Hissam em 2020.